# Stelis magnipetala
Stelis magnipetala är en orkidéart som beskrevs av Rudolf Schlechter. Stelis magnipetala ingår i släktet Stelis och familjen orkidéer. Inga underarter finns listade i Catalogue of Life.